# BMC Invitation 1973 - Doppio
Il doppio del BMC Invitation 1973 è stato un torneo di tennis facente parte del Virginia Slims Circuit 1971.
Margaret Court e Lesley Hunt hanno battuto in finale Wendy Overton e Val Ziegenfuss con il punteggio di 6–1, 7–5.

## Teste di serie
1. Rosie Casals /  Billie Jean King (semifinali)

1. Margaret Court /  Lesley Hunt (Campionesse)

## Tabellone

### Legenda
| - Q = Qualificato - WC = Wild card - LL = Lucky loser | - ALT = Alternate - SE = Special Exempt - PR = Protected Ranking | - w/o = Walkover - r = Ritirato - d = Squalificato |

|  | Quarti di finale               | Quarti di finale               | Quarti di finale               | Quarti di finale | Quarti di finale |  |  | Semifinali                    | Semifinali                    | Semifinali                    | Semifinali                    | Semifinali                 |   |   | Finale                       | Finale                       | Finale                       | Finale | Finale |  |
|  |                                |                                |                                |                  |                  |  |  |                               |                               |                               |                               |                            |   |   |                              |                              |                              |        |        |  |
|  | 1                              | Rosie Casals Billie Jean King  | Rosie Casals Billie Jean King  | 6                | 7                |  |  |                               |                               |                               |                               |                            |   |   |                              |                              |                              |        |        |  |
|  |                                | Barbara Downs Kristien Kemmer  | Barbara Downs Kristien Kemmer  | 3                | 6                |  |  | Rosie Casals Billie Jean King | Rosie Casals Billie Jean King | Rosie Casals Billie Jean King | Rosie Casals Billie Jean King |                            |   |   |                              |                              |                              |        |        |  |
|  | Wendy Overton Val Ziegenfuss   | Wendy Overton Val Ziegenfuss   | Wendy Overton Val Ziegenfuss   | 6                | 7                |  |  | Wendy Overton Val Ziegenfuss  | Wendy Overton Val Ziegenfuss  | Wendy Overton Val Ziegenfuss  | Wendy Overton Val Ziegenfuss  | w/o                        |   |   |                              |                              |                              |        |        |  |
|  | Marcie Louie W Gilchrist Paish | Marcie Louie W Gilchrist Paish | Marcie Louie W Gilchrist Paish | 1                | 6                |  |  |                               |                               |                               |                               |                            |   |   | Wendy Overton Val Ziegenfuss | Wendy Overton Val Ziegenfuss | Wendy Overton Val Ziegenfuss | 1      | 5      |  |
|  | Nancy Gunter Karen Krantzcke   | Nancy Gunter Karen Krantzcke   | 4                              | 6                | 6                |  |  |                               |                               | Margaret Court Lesley Hunt    | Margaret Court Lesley Hunt    | Margaret Court Lesley Hunt | 6 | 7 |                              |                              |                              |        |        |  |
|  | Françoise Dürr Betty Stöve     | Françoise Dürr Betty Stöve     | 6                              | 4                | 4                |  |  | Nancy Gunter Karen Krantzcke  | Nancy Gunter Karen Krantzcke  | Nancy Gunter Karen Krantzcke  | 2                             | 3                          |   |   |                              |                              |                              |        |        |  |
|  | 2                              | Margaret Court Lesley Hunt     | Margaret Court Lesley Hunt     | 6                | 6                |  |  | Margaret Court Lesley Hunt    | Margaret Court Lesley Hunt    | Margaret Court Lesley Hunt    | 6                             | 6                          |   |   |                              |                              |                              |        |        |  |
|  |                                | Kerry Harris Kerry Melville    | Kerry Harris Kerry Melville    | 4                | 4                |  |  |                               |                               |                               |                               |                            |   |   |                              |                              |                              |        |        |  |